# La Trinité (Manche)
La Trinité is een gemeente in het Franse departement Manche (regio Normandië) en telt 312 inwoners (1999). De plaats maakt deel uit van het arrondissement Saint-Lô.

## Geografie
De oppervlakte van La Trinité bedraagt 9,1 km², de bevolkingsdichtheid is 34,3 inwoners per km².
De onderstaande kaart toont de ligging van La Trinité (Manche) met de belangrijkste infrastructuur en aangrenzende gemeenten.

## Demografie
Onderstaande figuur toont het verloop van het inwonertal (bron: INSEE-tellingen).